# Peter Eggebrecht

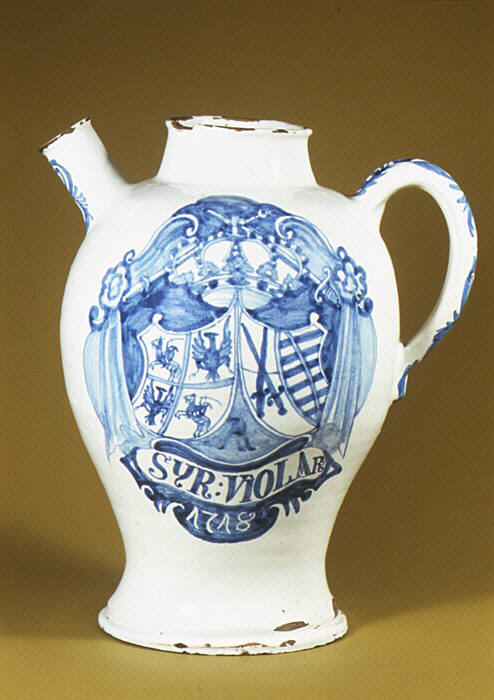
Sirupkrug (1718) von Peter Eggebrecht

Peter Eggebrecht (* 1680 in Berlinchen; † 1738 in Dresden) war ein Fayencetöpfer in der Dresdener Fayencemanufaktur.

## Leben
Peter Eggebrecht wurde um 1680 in Berlinchen (Westpommern), heute Barlinek (Polen), geboren. Er erlernte die Fayence-Herstellung in Delft, deshalb wurde er auch später „der Holländer“ genannt. Delfter Keramik oder Delfter Blau wurde sehr bekannt in aller Welt, es ist aber kein Porzellan. Der Begriff Fayence leitet sich von der norditalienischen Stadt Faenza ab, wo man als Erste Tonware mit einer transparenten Bleiglasur überzog.
Peter Eggebrecht, „Porzellandreher aus Kleinberlinchen“, heiratete am 13. September 1703 in Berlin Jerusalem eine Anna Elisabeth Horn, die Tochter des Jacob Horn, Bürgers und Einwohners in Köpenick. Er arbeitete zu dieser Zeit als Dreher in der Fayencefabirk des Cornelius Funcke in der Stralauer Straße (Berlin) an der Spree. Im Jahre 1709 bewirbt er sich in Berlin vergeblich um eine Konzession zur Fayence-Herstellung. Daraufhin folgte er dem Ruf Johann Friedrich Böttgers nach Dresden.
In Dresden besorgt er als Erstes das Brennen des roten Steinzeugs. Zu dieser Zeit verdiente er 20 Taler im Monat. Ab Juni 1710 ist er Leiter der „Holländischen Rund- und Steinbäckerei“, also der Dresdener Fayencemanufaktur Johann Friedrich Böttgers. Die Rezeptur hatte Böttger bereits 1707 erarbeitet.
Am 23. Juni 1712 wurde die Fayencemanufaktur für sechs Jahre an Eggebrecht verpachtet. Zuerst befand sie sich in Altendresden (heute Dresden-Neustadt), im „Böhmischen Haus“, musste aber dann verlegt werden, hinter das heutige Kügelgenhaus. Von dort sind es nur ein paar Schritte bis zur Dreikönigskirche.
Im Januar 1718 kaufte Eggebrecht die Fayencemanufaktur, angeblich für nur 50 Taler, aber schon im August geht er an den Zarenhof nach St. Petersburg, wo er einen lukrativen Zweijahresvertrag bekommen hatte. In dieser Zeit übernimmt seine Frau die Führung der Manufaktur in Dresden. Nach Ablauf der zwei Jahre kommt Eggebrecht zurück nach Dresden.
Ab dem Jahre 1721 besaß er sein eigenes Privileg zur Fayenceherstellung. 1724 beschwert er sich über den Porzellanmaler Johann Gregorius Höroldt in Meißen, der ihm seine Leute abspenstig machte.
Graf von Schaffgotsch war es dann, der ihm im Jahre 1733 mit einem Privileg für eine Fayencemanufaktur nach Breslau holen wollte. Seit 1731 bemühte er sich vergeblich um die Anstellung als Inspektor an der Meißener Porzellanmanufaktur. In den Jahren 1735 und 1737 bot er an, Porzellanproben vorzuführen.
Über dieser Probe ist er dann an einem Magenfieber gestorben. Daraufhin wurde er am 23. Mai 1738 in Altendresden begraben.
Eggebrecht hat seine schönsten Arbeiten der Vorliebe August des Starkens für ostasiatisches Porzellan zu verdanken. So befinden sich in der Dresdener Porzellansammlung im Dresdener Zwinger einige große Vasen in den Größen von 79 cm bis 1,73 m, die Eggebrecht gefertigt hat. Aus seiner Manufaktur stammte auch die Ausstattung der Dresdener Hofapotheke mit Fayencegeschirren.

## Familie
Es sind bisher mindestens zehn seiner Kinder bekannt, von denen vier sehr früh verstarben. Sein Sohn Carl Friedrich gab dem König 1739 an, dass sich die Produktion verringert hätte und er mittellos sei. Eine Bitte um Anstellung in Meißen wurde abgelehnt.
Eine Tochter, Johanna Elisabeth Eggebrecht, wurde am 15. Oktober 1710 in Dresden geboren und heiratete 1732 den Porzellankünstler Johann Joachim Kändler (1706–1775). Johanna Elisabeth wurde 1798 neben ihrem Mann auf dem St.-Afra-Friedhof in Meißen begraben.